# Носа Михайло Іванович (політик)
Михайло Іванович Носа (18 березня 1937?, село Дубове, тепер смт. Тячівського району Закарпатської області) — український політик, голова виконкому Дубівської селищної ради Тячівського району Закарпатської області, депутат Верховної Ради УРСР 8-го скликання.

## Біографія
Народився в багатодітній селянській родині. Закінчив школу в селі Дубовому Тячівського району Закарпатської області.
Дев'ять років працював завідувачем магазину в селі Дубовому Закарпатської області. Заочно закінчив торгово-кооперативний технікум.
Член КПРС з 1963 року.
З середини 1960-х років — голова виконавчого комітету Дубівської селищної ради депутатів трудящих Тячівського району Закарпатської області.
Закінчив заочно Львівський торгово-економічний інститут.
Потім — на пенсії у смт Дубове Тячівського району Закарпатської області.

## Нагороди
- орден Трудового Червоного Прапора
- медаль «За доблесну працю. На ознаменування 100-річчя з дня народження Володимира Ілліча Леніна» (1970)
- медалі
- значок «Відмінник радянської торгівлі»